# James Purefoy
James Purefoy est un acteur britannique né le 3 juin 1964 à Taunton (Somerset), en Angleterre.
Il est notamment connu pour son interprétation de Marc Antoine dans la série télévisée Rome.

## Biographie
Il fait ses études à la Sherborne School, une école privée anglaise située dans le Dorset. Il s'inscrit ensuite à la Central School of Speech and Drama de l'Université de Londres et travaille comme portier d'un hôpital pour payer ses études. Après avoir réussi ses examens à Londres, il devient membre de la Royal Shakespeare Company et incarne Edgar dans Le Roi Lear, Ferdinand dans La Tempête et MacDuff dans Macbeth.
Dès le début des années 1990, il obtient ses premiers rôles dans des téléfilms et des séries télévisées. Il joue ainsi James McCarthy, le fils d'une victime, dans l'épisode Le Mystère de la vallée (The Boscombe Valley Mystery) de la série télévisée Sherlock Holmes, aux côtés de Jeremy Brett.
Il obtient son premier rôle au cinéma en 1995 dans le film Feast of July (en) réalisé par Christopher Menaul. Cette première incursion au cinéma est suivie quelques années plus tard par les comédies Des chambres et des couloirs (Bedrooms and Hallways), réalisée par Rose Troche en 1998 et, surtout, Maybe Baby ou Comment les Anglais se reproduisent (Maybe Baby), réalisée par Ben Elton et Hugh Laurie en 2000. Déjà, en 1999, il est remarqué pour son interprétation du rôle de Tom Bertram dans Mansfield Park, une adaptation cinématographique par Patricia Rozema du roman homonyme de Jane Austen, avec Frances O'Connor, Jonny Lee Miller, Hugh Bonneville et Harold Pinter. À cette époque, son plus grand succès commercial demeure néanmoins le rôle de Sir Thomas Colville dans Chevalier (A Knight's Tale), film réalisé en 2001 par Brian Helgeland, avec Heath Ledger, Mark Addy et Paul Bettany. Une participation à l’adaptation cinématographique du jeu vidéo Resident Evil a lieu durant l'été 2002, puis il décroche le premier rôle dans le film Georges et le Dragon (George and the Dragon) en 2004.
Entre 2005 et 2007, il est approché pour tenir deux des rôles qui ont rendu célèbre Roger Moore, tout d'abord James Bond (Daniel Craig lui sera préféré), puis Simon Templar (le projet de série sera annulé). 
Malgré les nombreux projets au cinéma, il continue de travailler régulièrement pour la télévision, notamment dans Sharpe's Sword (en) (1995). Il obtient d'ailleurs le rôle le plus marquant de sa carrière grâce à la série télévisée Rome, où il incarne Marc Antoine durant deux saisons, de 2005 à 2007. Il joue aussi, en 2006, le célèbre Barbe Noire, personnage important de l'histoire des pirates, pour un documentaire romancé de la chaîne National Geographic, puis interprète Beau Brummell dans le téléfilm britannique Beau Brummell: This Charming Man (en), réalisé par Philippa Lowthorpe.
En 2009, il joue le personnage de Solomon Kane dans le film homonyme, d’après les nouvelles de Robert E. Howard.
James Purefoy obtient en 2013 l'un des rôles principaux de la série à succès The Following, dans laquelle il interprète le charismatique tueur en série Joe Carroll.
En 2014, il joue un pilote de Formule 1 dans le clip Dangerous de David Guetta.

## Filmographie

### Cinéma
- 1993 : One Night Stand (court-métrage) : John
- 1995 : Feast of July (en) : Jedd Wainwright
- 1997 : Mariage à l'amiable (Jilting Joe) : Joe
- 1998 : Des chambres et des couloirs (Bedrooms and Hallways) : Brendan
- 1999 : Mansfield Park : Tom Bertram
- 1999 : Women Talking Dirty : Daniel
- 1999 : Le Phare de l'angoisse (Lighthouse) : Richard Spader
- 2000 : Maybe Baby ou Comment les Anglais se reproduisent (Maybe Baby) : Carl Phipps
- 2000 : The Wedding Tackle (en) : Hal
- 2001 : Demain (Domani) : Andrew Spender
- 2001 : Chevalier (A Knight's Tale) : Sir Thomas Colville / Prince Édouard d’Angleterre
- 2002 : Resident Evil : Spence Parks
- 2003 : Photo Finish : James Wise
- 2003 : Lena: The Bride of Ice (en) : Dr Harper
- 2004 : Georges et le Dragon (George and the Dragon) : George
- 2004 : Blessed (en) : Craig Howard
- 2004 : Vanity Fair : La Foire aux vanités (Vanity Fair) : Rawdon Crawley
- 2006 : Goose on the Loose : Kenneth Donnelly
- 2009 : Solomon Kane de Michael J. Bassett : Solomon Kane
- 2011 : Le Sang des Templiers (Ironclad) : Marshall
- 2012 : John Carter : Kantos Kan
- 2014 : Ultimate Endgame (Wicked Blood) : Wild Bill
- 2015 : High-Rise : Pangbourne
- 2015 : Code Momentum (Momentum) : Mr. Washington
- 2016 : Equity : Michael Connor
- 2017 : Churchill de Jonathan Teplitzky : Le roi George VI
- 2019 : Fisherman's friend : de Chris Foggin

### Télévision

#### Séries télévisées
- 1990 : Coasting : Mike Baker
- 1991 : Sherlock Holmes (The Case-Book of Sherlock Holmes) : James McCarthy
- 1991 : Boon : Alan Bridges
- 1993 : Rides : Julian
- 1993 : Crime Story : Darius Guppy
- 1995 : Tears Before Bedtime : Jimmy Turner
- 1996 : The Tide of Life : Nick Stuart
- 1996 : The Tenant of Wildfell Hall : Mr. Lawrence
- 1996 : Le Prince et le Pauvre (The Prince and the Pauper) : Miles Hendon
- 1997 : Have Your Cake and Eat It : Ben
- 1997 : A Dance to the Music of Time : Nicholas Jenkins
- 2000 : Metropolis : Nathan
- 2007 : Rome : Marc Antoine
- 2008 : The Summit : Thom Lightstone
- 2009 : The Philanthropist : Teddy Rist
- 2011 : Injustice : William Travers
- 2011 : Camelot : Lot d'Orcanie
- 2012 : Revenge : Dominique Wright
- 2012 : Episodes : Rob
- 2013 : The Following : Joe Carroll
- 2016 : Racines : John Walter
- 2016 : Hap and Leonard : Hap
- 2018 : Altered Carbon : Laurens Bancroft
- 2019 : Sex Education : Remi
- 2020 : No Man's Land d'Oded Ruskin : Stanley
- 2020 : Pennyworth : capitaine Gulliver Troy (saison 2, 8 épisodes)
- 2021 : A Discovery of Witches : Philippe de Clermont
- 2022 : Marie-Antoinette de Pete Travis et Geoffrey Enthoven : Louis XV
- 2024 : La Terre des femmes : Fred
- 2025 : The Recruit (saison 2) : Oliver Bonner Jones
- 2025 : Outrageous : David Freeman-Mitford

#### Téléfilms
- 1992 : Bye Bye Baby
- 1992 : The Cloning of Joanna May : Oliver
- 1992 : Angels : Victor
- 1993 : Calling the Shots : Brian Summers
- 1995 : Sharpe's Sword (en) : Spears
- 1997 : Bright Hair : David Miles
- 1998 : Blink : John
- 2000 : Don Quichotte : Sansón Carrasco
- 2003 : The Mayor of Casterbridge (en) : Donald Farfrae
- 2006 : Blackbeard: Terror at Sea : Edward 'Blackbeard' Teach
- 2006 : Beau Brummell: This Charming Man : Beau Brummell
- 2007 : Manchild : Joe
- 2007 : Frankenstein (en) : Dr Henry Clerval
- 2009 : Diamonds : Lucas Denmont

## Vidéographie
- 2014 : Dangerous de David Guetta : pilote de F1

## Voix francophones
| En France - Bruno Choël dans (les séries télévisées) : - Injustice - Hap and Leonard - Racines - Marie-Antoinette - The Veil (en) - Bruno Magne dans : - Chevalier - Following (série télévisée) - Monk, le retour - Edgar Givry dans : - Rome (série télévisée) - Georges et le Dragon - Diamonds (mini-série) - Joël Zaffarano dans : - Solomon Kane - Le Sang des Templiers - Camelot (série télévisée) - Julien Kramer dans : - Vanity Fair : La Foire aux vanités - High-Rise | Et aussi - Olivier Destrez dans Mariage à l'amiable (téléfilm) - Bruno Carna dans Le Phare de l'angoisse - Jean-Pierre Michaël dans Resident Evil - David Krüger dans La Légende de Barbe Noire (téléfilm) - Thibault de Montalembert dans The Philanthropist (série télévisée) - Lionel Tua dans John Carter - Jérôme Frossard dans Episodes (série télévisée) - Benoît Du Pac dans Ultimate Endgame (téléfilm) - Constantin Pappas dans Chasseurs de trolls : Les Contes d'Arcadia (voix) - Arnaud Bedouët dans Churchill - Bernard Gabay dans Altered Carbon (série télévisée) - Philippe Résimont dans Fisherman's Friends - Vincent Ropion dans Sex Education (série télévisée) |

## Anecdotes
- En 1995, il était pressenti pour incarner le rôle de 007, mais le costume de James Bond fut confié à Pierce Brosnan[1].
- En 2006, après la retraite de Pierce Brosnan, il songea à nouveau au rôle de James Bond, un rôle pour lequel il laissa tomber le rôle principal de V pour Vendetta. Encore une fois, le destin lui tourna le dos quand le choix des producteurs se porta sur Daniel Craig.
- En 2007, il est pressenti pour incarner Simon Templar dans une nouvelle version de la série Le Saint[2]. Le projet n'a pas vu le jour[3].